# Стафил
Стафил (др.-греч. Στάφυλος) — персонаж древнегреческой мифологии. Сын Диониса и Ариадны, рождённый на Наксосе. Либо сын Тесея и Ариадны, либо сын Диониса и Эригоны.
Аргонавт (большинство авторов не называет его в их числе). Радаманф сделал Стафила царём Пепарефа. Бог виноградной лозы, любимец и спутник Диониса. Жена Хрисофемида, дочери Молпадия, Рео и Парфенос. Когда Рео совратил Аполлон, отец запер её в сундук и бросил в море. По другому рассказу, Стафил жил в Бибасте (Кария), дочери Рео и Гемифея.